# Joy Jordan
Joy Jordan (Joy Wilhelmina Jordan, geb. Buckmaster; * 13. November 1935 in Farnborough, Hampshire) ist eine ehemalige britische Mittelstreckenläuferin.
Über 800 Meter wurde sie Neunte bei den Europameisterschaften 1958 in Stockholm und Sechste bei den Olympischen Spielen 1960 in Rom.
1962 wurde sie bei den Europameisterschaften in Belgrad Vierte über 800 Meter und gewann für England startend bei den British Empire and Commonwealth Games in Perth Bronze über 880 Yards.
Von 1958 bis 1962 wurde sie fünfmal in Folge Englische Meisterin über 880 Yards.

## Persönliche Bestzeiten
- 400 m: 55,1 s, 12. September 1959, Helsinki
- 800 m: 2:05,0 min, 16. September 1962, Belgrad
- 1 Meile: 4:55,4 min, 1967